# 4991 Hansuess
4991 Hansuess è un asteroide della fascia principale. Scoperto nel 1981, presenta un'orbita caratterizzata da un semiasse maggiore pari a 2,9946902 UA e da un'eccentricità di 0,1096683, inclinata di 10,50678° rispetto all'eclittica.